# Šume (Danilovgrad)
Pour les articles homonymes, voir Šume.
Šume (en serbe cyrillique : Шуме) est un village du centre du Monténégro, dans la municipalité de Danilovgrad.

## Démographie

### Évolution historique de la population
| 1948 | 1953 | 1961 | 1971 | 1981 | 1991 | 2003 |
| ---- | ---- | ---- | ---- | ---- | ---- | ---- |
| 141  | 191  | 161  | 155  | 217  | 40   | 37   |